# Otto Jüngling
August Otto Melchior Jüngling (* 5. September 1880 in Muggensturm; † 2. März 1921 in Düsseldorf) war ein deutscher Fußballspieler und Feuerwehrmann.

## Karriere

### Vereine
Jüngling, Gründungsmitglied des Karlsruher FV und somit diesem seit 1896 angehörig, war in dem vom Verband Süddeutscher Fußball-Vereine ausgetragenen Regionalen Spielbetrieb im Bezirk Baden als Stürmer aktiv. In der 1902 ausgetragenen Endrunde um die Süddeutsche Meisterschaft gehörte er der Finalmannschaft an, die nach dem 5:1-Halbfinalsieg am 23. Februar 1902 in Karlsruhe über den 1. FC Pforzheim am 6. April 1902 mit 4:0 beim 1. Hanauer Fußball-Club 1893 gewann. Diesen Erfolg erzielte seine Mannschaft ein weiteres Mal und erneut gegen den vorgenannten Verein, der am 7. Dezember 1902 in Darmstadt mit 5:2 bezwungen werden konnte; die am 30. November 1902 mit dem FC Stuttgarter Kickers ausgetragene Halbfinalbegegnung zuvor endete mit 7:0. 1904 als Sieger aus dem Gau Mittelbaden hervorgegangen, nahm seine Mannschaft erneut an der Endrunde um die Süddeutsche Meisterschaft teil und setzte sich im Viertelfinale – wenn auch erst im Wiederholungsspiel gegen den Straßburger FV – und anschließend im Halbfinale gegen den FC Stuttgarter Cickers durch. Am 27. März gewann sie ihren dritten Titel, da der FC Germania Frankfurt im Finale um die Süddeutsche Meisterschaft mit 5:0 in die Schranken verwiesen werden konnte. Das am 26. März 1905 gegen den 1. Hanauer Fußball-Club 1893 angesetzte Finalspiel fiel aus; da die Hanauer Mannschaft nur mit zwei Spielern antrat, erklärte der Schiedsrichter den Karlsruher FV mit 5:0 zum Sieger.
Seine Mannschaft nahm an der Endrunde um die Deutsche Meisterschaft teil und gewann das am 28. Mai 1905 auf dem Hanauer Exerzierplatz gegen den Duisburger SpV ausgetragene Viertelfinale durch das von Julius Zinser in der 45. Minute erzielte Tor mit 1:0. Mit einem Freilos im Halbfinale erreichte sie das am 11. Juni 1905 in Köln angesetzte Finale um die Deutsche Meisterschaft im Weidenpescher Park. Doch gegen den BTuFC Union 92, dem Meister des Verbandes Berliner Ballspielvereine, unterlag der Karlsruher FV mit 0:2.
1906 musste sein Verein die Meisterschaft im Gau Mittelbaden dem 1. FC Pforzheim überlassen, obwohl sie die Saison als Meister gewann. Der nur für die zweite Mannschaft spielberechtigte Heinrich Link wurde in der ersten Mannschaft eingesetzt; somit wurden alle Spiele gegen die Mannschaft gewertet.

### Auswahlmannschaft
Jüngling bestritt zudem zwei der sieben „Ur-Länderspiele“. Er gehörte der Auswahl an, die am 21. September 1901 an der White Hart Lane, der Spielstätte von Tottenham Hotspur, den Vergleichswettkampf gegen eine Amateurauswahl der Football Association mit 0:12, vier Tage später in Manchester in fast gleicher Besetzung gegen eine Profi-Auswahl mit 0:10 verlor.

### Tod
Otto Jüngling, inzwischen Dipl.-Ing., war in späteren Jahren Branddirektor bei der Berufsfeuerwehr in Düsseldorf. Am 2. März 1921 kam er, 40 Jahre alt, dort bei einem Unfall ums Leben, wohl in Ausübung seines Berufs.
In späteren Rückblicken wurde er auch als Verfasser des KFV-Vereinsliedes gewürdigt. Außerdem war er journalistisch tätig und schrieb im DFB-Jahrbuch 1910.

## Erfolge
- Zweiter der Deutschen Meisterschaft 1905
- Süddeutscher Meister 1902, 1903, 1904, 1905
- Südkreismeister 1905
- Meister Gau Mittelbaden 1904, 1905